# 黴 (小説)
『黴』（かび）は、徳田秋声の小説。『東京朝日新聞』1911年8月1日から11月3日連載。1912年1月、新潮社刊行。

## あらすじ
笹村の炊事など、世話はいっさい雇婆さんがしてくれるが、しかし婆さんが弟の重病で田舎に行ったために、かわりに娘のお銀がやって来る。かゆいところに手の届く若い女の世話はわるくない。婆さんが戻ってくるまでに二人の関係はかなりもつれている。まもなくお銀は妊娠する。俳友Bが今のうちに別れろと忠告するが、医者に診せるともう4か月になっている。笹村はM先生の大仕事を引き受けて牛込の下宿にひとりで移るが、やはり家のことが気になり仕事が手につかない。お銀は男児を産む。笹村が里子にやろうとするが、お銀は手放そうとしない。別れ話は友人がなかに立ってくれるが、結局立ち消えになる。下宿はとにかく引き払うことにする。お銀の父が上京してきて、それからまもなく籍が送られてくる。ただはかない芸術上の努力だけにすがってひきずられてきた笹村は、お銀の長い将来のことなどすこしも考えていない。はじめからお銀とは気性もあわないし、趣味も違う。商売屋にいたことのあるお銀の態度物腰もよくないし、昔の男との関係も疑いふかい笹村には気になる。第二子が産まれる。あいかわらず笹村はいらだたしい日日を送る。それでも長男が大病をしたときはさすがに二人はすべてを忘れていっしょになって心配する。しかし笹村は自分にはどうすることもできない落ちつきない気持に引き込まれる。或る日、笹村はくだらなくお銀と言い争い、家を飛び出すのであった。